# 최병윤 (충청북도의원)
최병윤(崔秉倫, 1961년 3월 15일, 충청북도 음성군 ~ )은 대한민국의 제9·10대 충청북도의원이다.

## 학력
- 1968.03 ~ 1974.02 남신국민학교 졸업
- 1974.03 ~ 1977.02 중앙중학교 졸업
- 1977.03 ~ 1980.02 대성고등학교 졸업
- 1980.03 ~ 1984.02 충북대학교 건축공학과 졸업

## 경력
- 음성청년회의소 회장
- 충북지구 청년회의소 지구회장
- ㈜석진산업 대표이사
- 충북아스콘공업협동조합 이사장
- 특별법인 음성문화원장
- 제14기 민주평화통일자문회의 자문위원
- 음성중학교 운영위원장, 충북대학교 총동문회 부회장
- 남신초등학교 총동문회 회장
- 2010.07 ~ 2014.06 제9대 충청북도의회 의원
- 2010.07 ~ 2012.06 제9대 충청북도의회 전반기 행정문화위원회 위원장
- 2012.07 ~ 2014.06 제9대 충청북도의회 후반기 정책복지위원회 위원
- 2012.07 ~ 2014.06 제9대 충청북도의회 후반기 예산결산특별위원회 위원
- 2012.07 ~ 2014.06 제9대 충청북도의회 후반기 지역균형발전특별위원회 위원
- 2014.07 ~ 2017.08 제10대 충청북도의회 의원
- 2014.07 ~ 2016.06 제10대 충청북도의회 전반기 정책복지위원회 위원
- 2014.07 ~ 2016.06 제10대 충청북도의회 전반기 의회운영위원회 위원
- 2015.04 ~ 2016.04 제5대 중소기업중앙회 충청북도지역 회장
- 2016.04 ~ 2017.04 제6대 중소기업중앙회 충청북도지역 회장
- 2016.07 ~ 2017.08 제10대 충청북도의회 후반기 예산결산특별위원회 부위원장
- 2016.07 ~ 2017.08 제10대 충청북도의회 후반기 행정문화위원회 위원
- 2016.07 ~ 2017.08 제10대 충청북도의회 후반기 문장대온천개발저지특별위원회 위원
- 2017.04 ~ 2018.04 제7대 중소기업중앙회 충청북도지역 회장

## 수상
- 2016.11 제4회 국제평화언론대상 지방자치의정발전부문 대상

## 역대 선거 결과
|  | 37.27% |

|  | 48.81% |

|  | 59.79% |